# Hedelfinger Riesenkirsche
'Hedelfinger Riesenkirsche', es el nombre de una variedad cultivar de cereza (Prunus avium). Esta cereza fue obtenida en Hedelfingen, (Württemberg, Alemania) ca. 1850.

## Sinónimos
- „Wahlerkirsche“,
- „Spiegelkirsche“,
- „Nußdorfer Schwarze“,
- „Abels Späte“,
- „Froschmaul“,
- „Glemser“,
- „Bigarreau von Oerdingen“,

## Origen
La variedad 'Hedelfinger Riesenkirsche' probablemente fue descubierta alrededor de 1850 en Hedelfingen como Plántula aleatoria. 
Es una de las variedades de cerezas más comunes y se cultiva principalmente en Alemania, pero también en Francia, Austria, Hungría y los Estados Unidos.

## Características de la variedad

### Árbol
El árbol es muy vigoroso, saludable, resistente y muy adaptable, y por lo tanto adecuado tanto para terrenos soleados como para lugares fríos.

### Fruta
El tallo de la fruta es de aproximadamente 50 mm de largo y fuerte. 
La fruta con hueso es de mediana a grande, dependiendo del colgante de 23 a 28 mm de alto y 20 a 23 mm de grosor, ovalada, en forma de corazón, la costura abdominal visible como una línea oscura, con un peso de hasta 13 gramos. 
La piel es dura y de brillo apagado, que es típica de las cerezas cartilaginosas, cambia su color desde inicialmente marrón-rojo a violeta-negro cuando está completamente maduro. 
La pulpa es crepitante y jugosa, con un color rojo brillante inicial y dependiendo del grado de madurez que oscurezca el color, casi negro. 
El hueso tiene aproximadamente 11 mm × 7 mm de tamaño mediano y esbelto ovalado. 
La fruta tiende a reventar bajo la lluvia y madura durante todo el mes de julio.

### Polinización
La floración es tardía. 
La variedad 'Hedelfinger Riesenkirsche' necesita un compañero de fertilización ya que es autoestéril. Son adecuadas otras variedades de cerezas de floración tardía, como las variedades cultivares 'Schneiders späte Knorpelkirsche', 'Büttners Rote Knorpelkirsche', 'Regina', 'Schattenmorelle'.